# Formación Santo Domingo
La formación Santo Domingo es una formación geológica sedimentaria principalmente marina de la época del Mioceno, localizada en el sur de Chile. La formación fue definida por R. Martínez Pardo y Mario Pino en 1979 y lleva el nombre de la localidad del desmonte que estudiaron, cercano al río Santo Domingo, aproximadamente 19 kilómetros al sureste de la ciudad de Valdivia. Los sedimentos de la formación son acumulados en las cuencas de Valdivia y Osorno–Llanquihue.

## Geología
Las formaciones se superponen al basamento, que consta de rocas metamórficas e ígneas; el complejo metamórfico Bahía Mansa y granitoides cretácicos, respectivamente. En partes, se superpone aún más a la formación Pupunahue–Catamutún, que contiene carbón. Las facies sedimentarias de la formación de Santo Domingo están compuestas de arenisca, limolita y lutita, y cantidades más pequeñas de conglomerados. En la formación subyacen sedimentos del Plioceno y del Cuaternario.
En el área entre Fresia y Los Muermos, la formación está expuesta como una franja continua en el sector nororiental que cubre una superficie aproximada de 50 km2 y las litologías reconocidas representan asociaciones de facies marinas.

## Fósiles
Algunos de los icnofósiles que puede ser encontrado en formación Santo Domingo son Zoophycos isp., Chondrites isp., Phycoshiphon isp., Ophiomorpha isp. Thalassinoides isp., Asterosoma isp. y Terebellina isp.
Las foraminíferas bénticas encontradas en la formación Santo Domingo son en términos generales similares a aquellas encontradas en otras formaciones sedimentarias chilenas del Neógeno como la formación Navidad en Chile Central, la formación Ránquil en la provincia de Arauco y la formación Lacuy en Chiloé. 
Las especies de foraminíferas más comunes en la formación Santo Domingo son Hansenisca altiformis, Rectuvigerina transversa y Sphaeroidina bulloides.